# Разноцветная жаба
Разноцветная жаба (лат. Rentapia hosii) — вид бесхвостых земноводных из семейства настоящих жаб. Видовое латинское название дано в честь английского зоолога и этнолога Чарльза Хоуза (1863—1929).

## Описание
Общая длина достигает 5—11 см. Наблюдается половой диморфизм: самки крупнее самцов. Голова и туловище большие, крепкие, массивные. На голове имеются чётко выраженные костные гребни, соединяющие глаза с небольшими паротидами. Характерной чертой являются длинные лапы с развитыми пальцами. На задних лапах заметны хорошо развитые перепонки, на передних лапах перепонки образуются только у основания пальцев. Все пальцы снабжены небольшими присосками. Кожа почти гладкая, лишь в отдельных местах на спине присутствуют небольшие бугорки. Самки зеленовато-бурые с жёлтыми пятнами на боках и лапах, самцы однотонно коричневые. Радужина глаз у представителей обоих полов золотисто—коричневая.

## Распространение
Обитает на Малаккском полуострове, на островах Суматра и Калимантан (Индонезия).

## Образ жизни
Любит тропические леса, места вдоль крупных рек. Встречается на высоте до 700 м над уровнем моря. Почти всю жизнь проводит на деревьях. Активна ночью. Питается насекомыми и другими членистоногими.
Это яйцекладущее земноводное. Спаривание и размножение происходит в реках.